# Gemylus
Gemylus is een kevergeslacht uit de familie van de boktorren (Cerambycidae). De wetenschappelijke naam van het geslacht werd voor het eerst geldig gepubliceerd in 1865 door Pascoe.

## Soorten
Gemylus omvat de volgende soorten:
- Gemylus albipictus Pascoe, 1865
- Gemylus albosticticus Breuning, 1939
- Gemylus albovittatus Breuning, 1960
- Gemylus angustifrons Breuning, 1939
- Gemylus uniformis Breuning, 1939
- Gemylus upsilon Dillon & Dillon, 1952
- Gemylus wainiloka Dillon & Dillon, 1952